# Yasaburō Sugawara
Yasaburō Sugawara (jap. 菅原弥三郎 Sugawara Yasaburō; ur. 26 listopada 1952 w Katagami) – japoński zapaśnik walczący w stylu wolnym. Brązowy medalista olimpijski z Montrealu 1976, w kategorii 68 kg.
Wicemistrz świata w 1974; szósty w 1975. Mistrz igrzysk azjatyckich w 1974 roku.